# Canscora sanjappae
Canscora sanjappae är en gentianaväxtart som beskrevs av Diwakar och R.Kr.Singh. Canscora sanjappae ingår i släktet Canscora och familjen gentianaväxter. Inga underarter finns listade i Catalogue of Life.